# Corts de Sant Mateu-València (1369-1370)
Les corts de Sant Mateu-València de 1369-1370, corts generals del regne de València, foren convocades per Pere el Cerimoniós el 28 d'abril de 1369, per iniciar-se el 7 de maig a Sant Mateu, després es traslladaren a València, on van prosseguir, i retornaren a Sant Mateu, on van cloure el 20 de febrer de 1370, amb l'objectiu d'aconseguir un donatiu per fer front a les despeses ocasionades en la Guerra amb Castella.
A aquestes corts foren convocades 14 localitats (València, Oriola, Xàtiva, Morella, Borriana, Castelló, Vila-real, Alacant, Alzira, Xixona, Guardamar, Ademús, Alpont i Castellfabib); 10 membres de l'Església (els bisbes de València i Tortosa, els abats de Benifassà, Poblet, la Valldigna i Santa Maria del Puig, la priora de Sixena, els mestres de Montesa i Calatrava, i el castellà d'Amposta); i el braç militar, amb nobles, cavallers i generosos.
A vos molt alt e molt excel·lent príncep e senyor rey ara en les presents corts generals les quals celebrats en la ciutat de València los braces ecclesiàstich e militar e de ciutats, viles e lochs reals del vostre regne de València, concordablement offeren los capítols deius scrits e suppliquen a vos senyor humilment que per mercè vos placia aquells benignament acceptar e proveir, los quals són de la tenor següent.
El donatiu concedit es va fixar en 40.000 lliures, suficient per a enllestir 200 genets (100 armats i 100 alforrats) i 100 llancers, durant un any; amb una recaptació mixta, 12.000 lliures mitjançant les generalitats, i les 28.000 lliures restants mitjançant el compartiment entre els tres braços (13.750 lliures el reialenc, 9.260 el militar i 4.985 l'eclesiàstic). La gestió i administració del donatiu fou encomanada a 6 diputats i 6 consellers, amb representació igual dels tres braços, ajudats per un escrivà, un porter, comptadors, advocats, assessors i col·lectors. A més a més, es concedeix un donatiu extraordinari de 18.950 lliures per les despeses ocasionades per a reprimir la rebel·lió del jutge d'Arborea a Sardenya. En la negociació del donatiu, a més dels capítols comuns a tots els estaments que tractaven sobre les característiques del servei, l'estament militar presenta 13 capítols en defensa de les seves llibertats i privilegis, majoritàriament relatius a la competència senyorial sobre els seus vassalls mudèjars.
En la darrera sessió del 20 de febrer de 1370, són aprovats, de forma completa o amb matisos, 21 capítols: 8 furs perpetus, 4 furs temporals, i 9 reparacions de contrafurs i greuges. Aquests capítols comprenen diversos temes: sobre les minories etnicoreligioses (emigració dels mudèjars, manteniment dels jueus en els seus barris); sobre les competències d'oficials municipals (justícia, mostassaf); sobre competències de notaris i jutges forans; sobre qüestions econòmiques (preu de la sal, exportació de metalls, censals impagats per la guerra); assumptes judicials (protecció dels acusats, pagament de taxes, remissió de penes relacionades amb la guerra); i la renúncia del terç reial dels legats pius del bisbat de València. Aquest mateix dia el rei concedeix un privilegi, a petició del braç reial, sobre la prohibició de dur armes els mudèjars.
A una petició conjunta dels braços militar i eclesiàstic feta durant les corts, el rei sentència el 25 de febrer, estant encara a Sant Mateu, sobre la inclusió en el jurament del justícia i jurats de la ciutat de València de no atorgar franqueses als que no siguin veïns de València, i sobre els drets dels ramats dels veïns de la ciutat a accedir als bovalars dels llocs de senyoriu.